# Histoire de la Barbade
 (septembre 2017).
Si vous disposez d'ouvrages ou d'articles de référence ou si vous connaissez des sites web de qualité traitant du thème abordé ici, merci de compléter l'article en donnant les références utiles à sa vérifiabilité et en les liant à la section « Notes et références ».

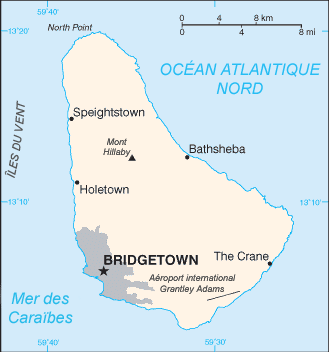
Carte de l'île de la Barbade.

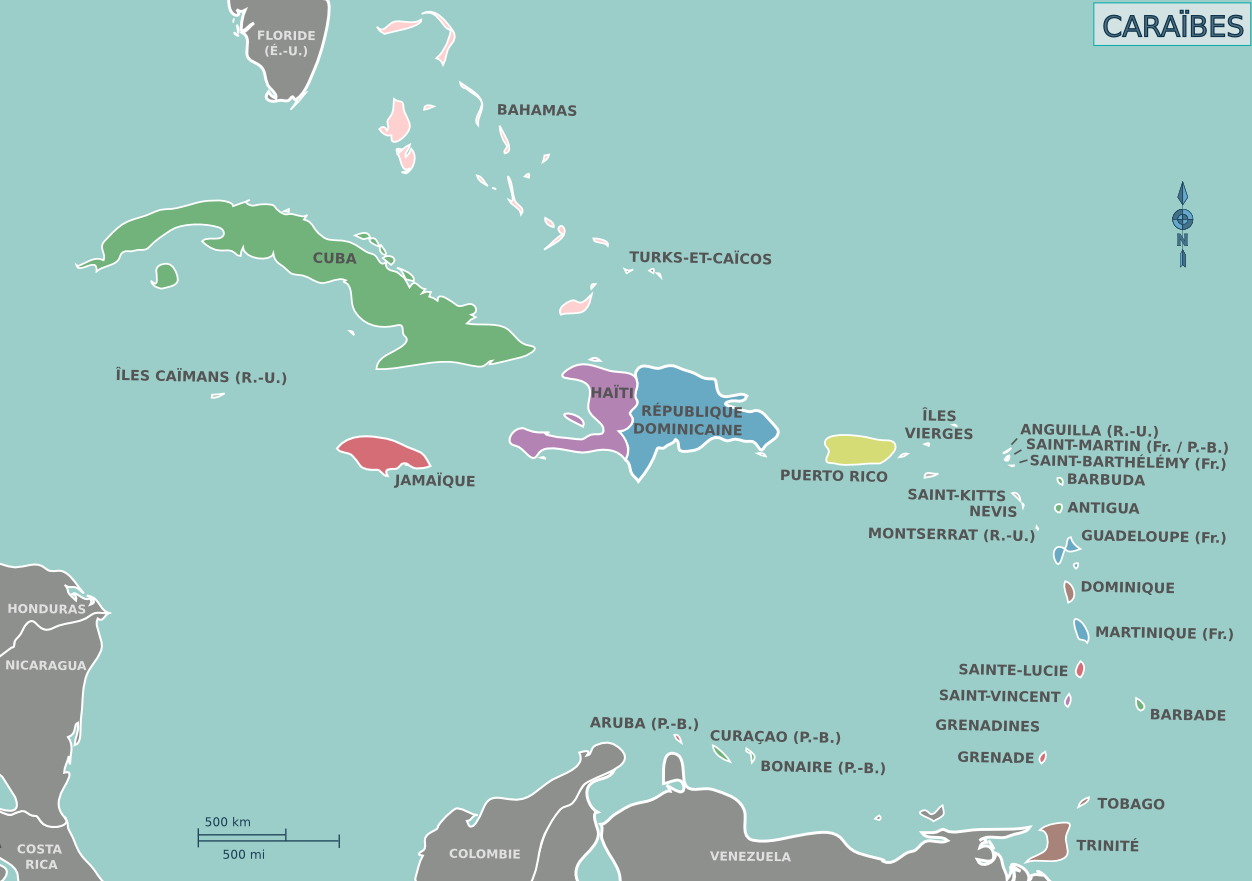
Carte de la région de la caraïbe insulaire appelée aussi les Antilles.

La Barbade, micro-État insulaire, joue longtemps le rôle d'une chaudière politique, économique et sociale dans la Caraïbe, dont elle concentre, sur une surface minuscule (431 km2), 80 % de la population blanche dès les années 1640, à la fin desquelles le succès de quelques grandes exploitations sucrières crée les premières fortunes rapides de l'histoire.
Refuge des aristocrates pendant le gouvernement de Cromwell des années 1650, l'île devient à la restauration monarchique britannique de 1660 le point de départ d'un essaimage de l'économie de plantation dans tout le Nouveau Monde : Suriname, Sainte-Lucie, Montserrat, Jamaïque, Caroline, New Jersey, Virginie et Maryland.
Indépendante depuis 1966, la Barbade reste une monarchie pendant 55 ans, avant de devenir en 2021 une république du Commonwealth.
Les recensements de la population dénombrent 122 198 Barbadiens en 1844 et 192 867 en 1946. Le pays, assez développé, classé 37e pays au niveau de l'IDH, est habité en 2024 par environ 300 000 Barbadiens (en), parlant principalement anglais britannique et/ou anglais caribéen (en) et/ou créole bajan (en).

## Étymologie
Il existe une certaine ambiguïté autour du mot. D'après certaines tribus autochtones, la Barbade aurait eu pour nom Ichirouganaim. Les premiers Européens arrivés sur l'île, en l'occurrence les Portugais, la renomment Ilha dos barbados (île des barbus) ou Os Barbados, ou O Barbudo.

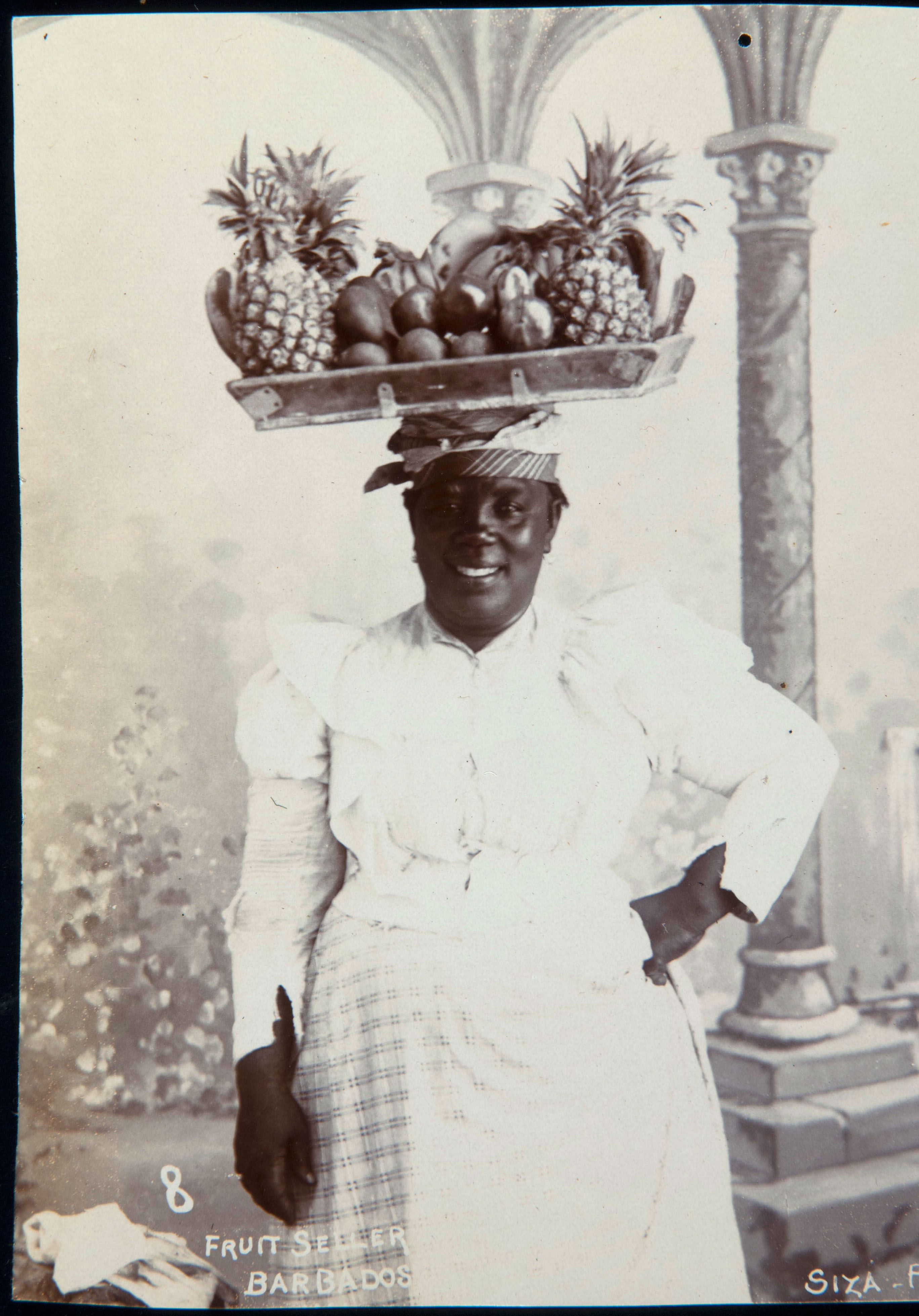
Portrait en studio (1906-1910).

Pour certains historiens, ce nom serait motivé par les barbes (?) des habitants amérindiens de l'île.
Pour d'autres, la forme même de l'île aurait cet aspect.  Pour d'autres enfin, cela ferait référence, absolument pas religieuse non plus, à l'apparence des figuiers, espèce endémique sur l'île.
Dès 1519, l'explorateur génois Vesconte Maggiolo dessine l'île sur une carte (avec exactitude dans le lieu où elle se situe actuellement) et lui attribue ce même nom.

## Peuplement amérindien (avant 1500)
L’île de la Barbade pourrait avoir été habitée dès le XVIIe siècle av. J.-C. Les migrations de populations amérindiennes venues de l'Orénoque (Venezuela) sont mieux connues. Les Arawak auraient débarqué aux alentours de -400. Des traces de leur présence ont été retrouvées à Silver Sands, Chancery Land et Pie Corner. Ils sont ensuite envahis, expulsés ou assimilés par les Kalinago (Caraïbes / Karib) vers 1200, et leur population décroît rapidement. Les Caraïbes disparaissent également de l’île, victimes de famines, de maladies et de l’enlèvement par les colons espagnols vers des îles plus grandes pour servir d’esclaves.

## Appropriation portugaise (1532-1620)
Des navigateurs portugais en route vers le Brésil visitent brièvement l’île, laissant derrière eux des cochons sauvages qui vont faire le bonheur des premiers colons britanniques.

## Colonie britannique (1625-1966)

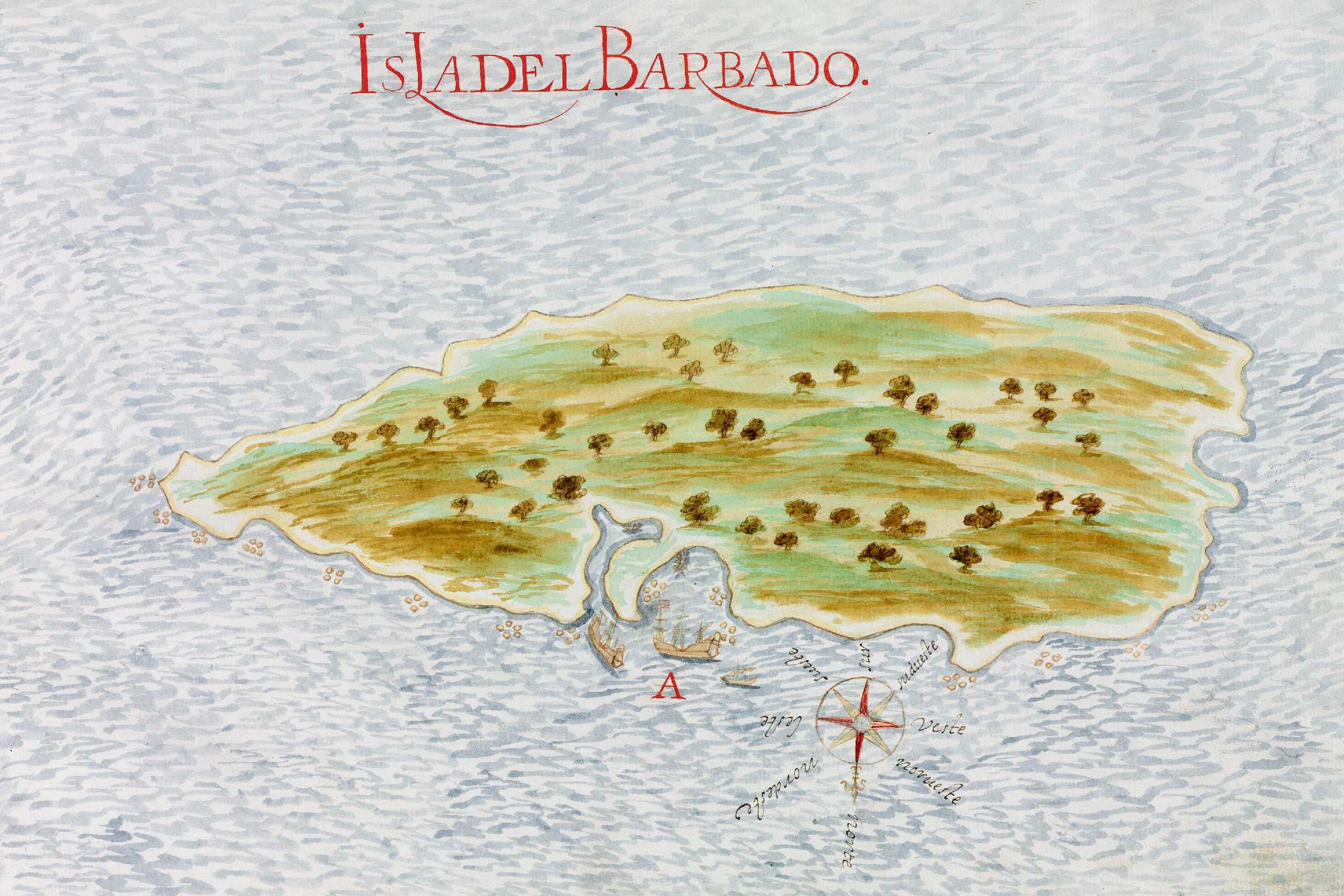
Carte (1632).

Le capitaine Powell (en) (1600c-1658), premier navigateur britannique débarqué le 14 mai 1625 par hasard, revient deux ans après, sur le William and John, avec 60 hommes (et six esclaves africains) pour l'occuper, le 17 février 1627, au nom de Sir William Courteen, un commerçant londonien fils de protestants wallons.
Mais en 1626, il est exproprié par le roi au bénéfice d'une nouvelle société attribuée à James Hay, 1er comte de Carlisle (1580-1636) mandaté par le roi Charles Ier (1600-1649), qui nomme le gouverneur Henry Hawley (en activité en 1630-1640). 
Courteen perd définitivement en 1629 son titre et Powell doit quitter l'île.

### Années 1630: arrivée en masse d'Irlandais
L'essentiel de l'immigration européenne à la Barbade s'est fait avant 1645, selon l'historien John A. Holm, spécialiste de l'étude des dialectes créoles. Selon lui, l'importance de la population blanche anglophone a fait de la Barbade la base de la plupart des créoles anglais parlés par les indiens, les blancs et les noirs partout dans la Caraïbe, les Caroline.
Les Irlandais de Saint-Christophe-et-Niévès s'installent à Montserrat en 1632, avec Anthony Brisket comme premier gouverneur. Ils sont déportés par milliers à la Barbade dans les années 1630, chassés par le mouvement des Plantations en Irlande, lui-même accéléré après 1632 par le Lord Député d'Irlande Thomas Wentworth (1593-1641). Proche du roi Charles Ier d'Angleterre, il lance les plantations dans le Connacht, ce qui déclenche en 1639 les guerres des évêques en Écosse, l'exécution de Wentworth par le parlement, puis en 1640 la guerre des trois royaumes, qui s'achève en 1649 par la décapitation du roi Charles Ier d'Angleterre.
Les Irlandais sont 4 000 à la Barbade dès 1631, puis 6 000 en 1636 et 37 000 en 1642. Une émigration antérieure à la guerre civile anglaise et à Oliver Cromwell. Les Irlandais cultivent le tabac. Leur afflux cause une crise de surproduction mondiale du tabac dès la fin des années 1630, amenant les plus riches à vouloir défricher l'ouest de l'île pour y planter du sucre.
En 1640, dans les plantations de canne à sucre des îles de la Barbade, 21 700 européens sont recensés sur 25 000 habitants.
Le gouverneur Henry Hawley édicte le décret de 1636 sur l'esclavage à vie. 
La population noire de l'île progresse et va atteindre 12 000 en 1705. 
En 1640, le parlement britannique accuse la Guinea Company de Nicholas Crispe, qui a construit des forts sur la Gold Coast à Komenda et Kormantin de participer à la traite négrière. Il lui ordonne de céder son monopole.
La population blanche diminue et tombe à 20 000 en 1685, les blancs pauvres fuyant la spéculation immobilière, selon l'historien John A. Holm. 
Les blancs ne sont plus que 12 000 en 1705.
Ce changement de population est causé par l'émergence des plantations de sucre, consommatrices de terres, qui déclenche une spéculation immobilière. 
Le colonel William Hilliard, qui a payé 400 livres sa plantation de sucre en 1642, en revend la moitié à Thomas Modyford pour 7000 sterling en 1647. Les blancs pauvres, souvent des engagés parvenus au bout de leur contrat de sept ans, fuient vers d'autres îles, pour devenir des boucaniers.
La canne à sucre est introduite dans l'île en 1637 par Peter Blower, un Hollandais du Brésil, avec ses secrets de fabrication, mais la première récolte date de 1640. 
Le rhum est produit dès 1642. L'essor du sucre devient manifeste en 1643. D'autres Hollandais arrivent, anticipant la perte du Brésil, où les planteurs portugais se soulèvent contre les Hollandais en 1642, leur chef Fernandès Vieira gagnant deux batailles importantes en 1645. 
La compagnie néerlandaise des Indes occidentales a du mal à faire face la contre-attaque des Portugais au Brésil.
Alors que les premiers esclaves vendus au Brésil en 1636 l'ont été tous à crédit, la proportion vendue au comptant passe à 78 % en 1644 puis 100 % en 1645, reflet de l'appréhension des Hollandais qui sentent le Brésil leur échapper très prochainement. 
En France, des commandes d'esclaves pour le sucre sont passées dès 1638 par le normand Daniel Trézel.
En 1640, la guerre civile anglaise démarre : les Cavaliers, des catholiques jacobites, officiers, nobles ou propriétaires terriens, fidèles à la royauté, s'opposent à la première révolution anglaise. 
Beaucoup doivent s'exiler à la Barbade, où ils investissent dans des plantations de sucre, accentuant la spéculation immobilière. 
Des navires anglais de la Guinea Company, de Nicholas Crispe, assurent le transport d'esclaves noirs.

### Années 1650-1660: blocus, taxes et menace d'invasion par la flotte d'Oliver Cromwell
Le roi Charles Ier est décapité en 1649, alors que la population blanche de la Barbade décline déjà. 
Sous Oliver Cromwell, des soldats irlandais sont exilés, mais essentiellement dans les autres pays d'Europe. 
L'immense majorité des prisonniers irlandais, soit 35 000 hommes, part en Espagne et en France, où ils forment les bases des communautés jacobites, à Nantes et Saint-Malo, selon l'enquête de l'historien Robin Blackburn, dans The Making of New World Slavery. 
À la Barbade, Cromwell peut installer seulement 150 Anglais protestants non-conformistes en 1650. 
L'île est alors déjà majoritairement peuplée d'Irlandais. 
Le parlement anglais veut expatrier 700 prisonniers irlandais de guerre, mais le gouverneur de la Barbade écrit pour refuser de les accueillir.
Avec le Navigation Act, Oliver Cromwell développe la flotte, pour se protéger de l'Espagne, mais aussi des exilés royalistes dans les îles. 
Le texte impose que le trafic de sucre passe à 100 % par des bateaux anglais. 
L'esclavage fait l'objet de débats au parlement, où les puritains notent que Sir Thomas Browne (1605-1682) le critique dans son ouvrage Enquiries into vulgar and common errors.  
Les planteurs font du lobbying pour éviter toute réglementation trop contraignante.
En décembre 1650, l'expédition de la Barbade, commandée par Oliver Cromwell pour le compte du Long Parlement et dirigée par l'amiral George Ayscue (1616–1671), fait le blocus de la Barbade pour y imposer des taxes et un monopole empêchant l'île d'exporter son sucre. 
La milice de l'île est mobilisée, mais un compromis est trouvé entre le royaliste Thomas Modyford, chef des planteurs, et George Monck, duc d'Albermale. 
Modyford convainc Cromwell de s'attaquer plutôt aux îles espagnoles, ce qu'il fait en 1655, et promet d'instituer une réglementation à la Barbade, pour éviter que les riches planteurs n'essaiment.
En 1652 aussi, la Charte de la Barbade assure qu'une assemblée va être élue par tous les colons, dans l'espoir de freiner l'émigration des planteurs de tabac pauvres, mais ceux-ci profitent de la conquête de la Jamaïque en 1655 pour y devenir pirates.

### Années 1660-1680: essaimage de planteurs vers Surinam, Sainte-Lucie, Jamaïque, Caroline, Montserrat
En 1660, à la restauration britannique, le roi Charles II crée la compagnie des aventuriers d'Afrique, pour l'importation des esclaves. 
En 1661 il donne des lettres patentes à la colonie qu'Anthony Rowse avait été chargé de fonder en 1650, avec 300 planteurs de Bridgetown et 2 000 esclaves, "Willoughbyland" le long des rivières de Suriname et Pará, que le parlement puritain de Londres avait immédiatement jugée illégale.

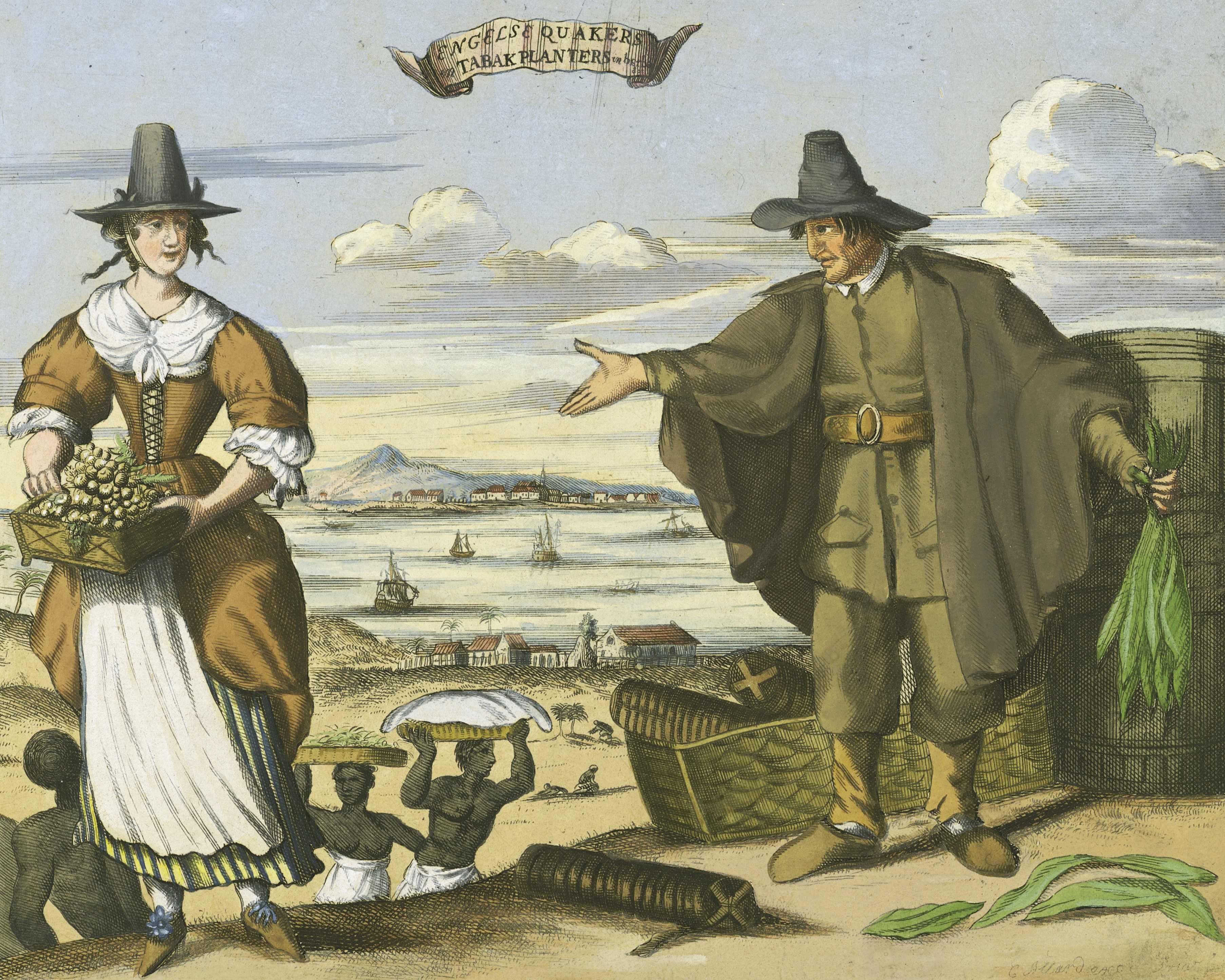
Quakers anglais planteurs de tabac et leurs esclaves à la Barbade, XVIIe siècle.

Dès le début des années 1660, Londres importe pour 240 000 livres sterling de sucre contre 69 000 livres sterling de tabac, soit quatre fois plus. Le sucre représente 20 % des réexportations du pays (0,9 million de sterling sur 4,5 millions) contre seulement 3 % en 1640 (sur 3 millions de réexportations), selon Robin Blackburn.

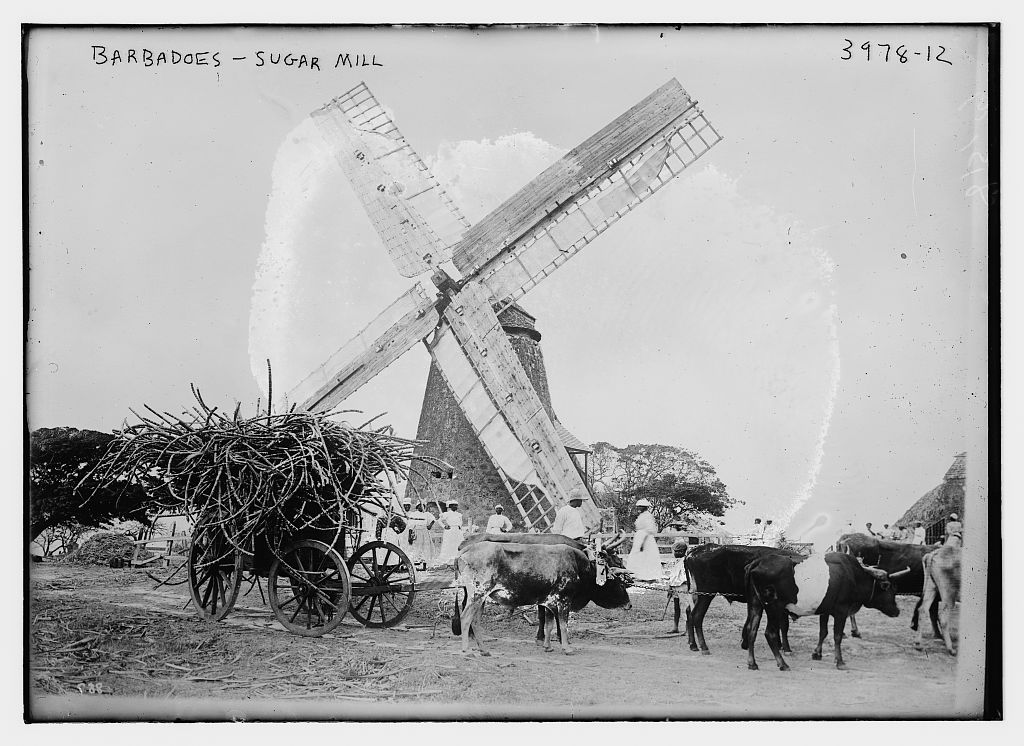
Moulin à sucre (1915-1920).

En juin 1664, le gouverneur  de la Barbade Francis Willoughby de Parham (1605-1666) envoie 1 200 hommes s'emparer des possessions françaises de Sainte-Lucie. L'ex-gouverneur Thomas Modyford, planteur de sucre et resté très influent, débarque lui le 4 juin 1664 à la Jamaïque, avec 700 de ses esclaves et un mandat royal de gouverneur. 
L'île ne compte alors que 500 esclaves, volés sur des navires espagnols. Repère de pirates depuis 1655, elle reste leur domaine pendant encore une dizaine d'années. 
La canne à sucre n'y prend son essor que vers 1672 à la création de la Compagnie royale d'Afrique.

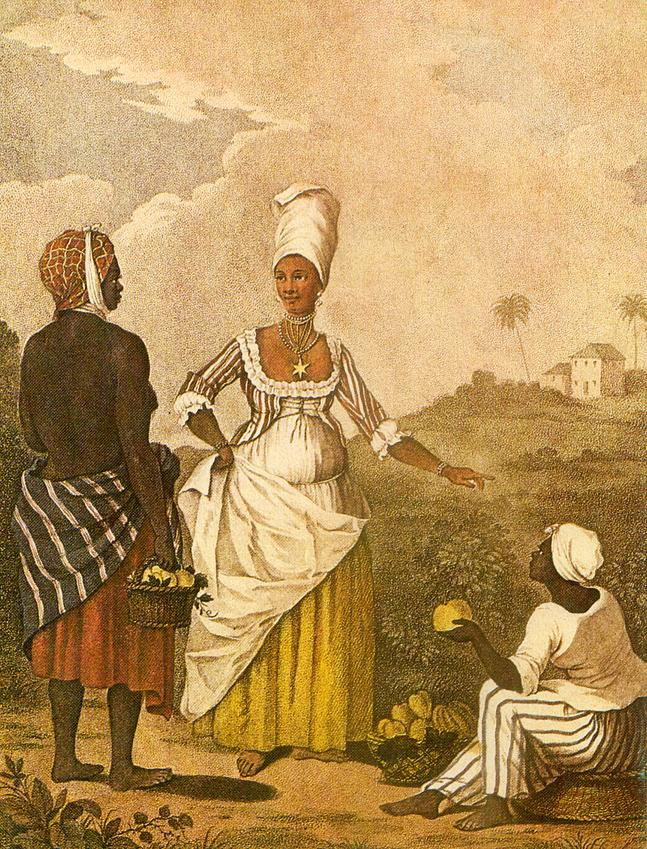
Mulâtresse de la Barbade (1764).

Son fondateur, le duc d'York Jacques Stuart, cerveau du jacobitisme, tisse aussi son réseau en Amérique du Nord. 
Trois des plus riches planteurs de sucre de la Barbade, Sir John Yeamans, Sir John Colleton et le colonel Benjamin Berringer (?-1674) partent vers 1665 avec plusieurs centaines d'esclaves dans la Province de Caroline, pour acquérir des terres nouvelles à meilleur prix et fonder la ville de Charlestown, marquant ainsi le début de l'expansion vers le Sud des grandes plantations de tabac de la Virginie, gouvernée par un autre jacobite William Berkeley. 
Au Nord de celle-ci, le duc d'York rachète[réf. nécessaire] en 1664 La Nouvelle-Amsterdam aux Hollandais, après avoir offert en 1663 le territoire du New Jersey à son fidèle lieutenant George de Carteret.

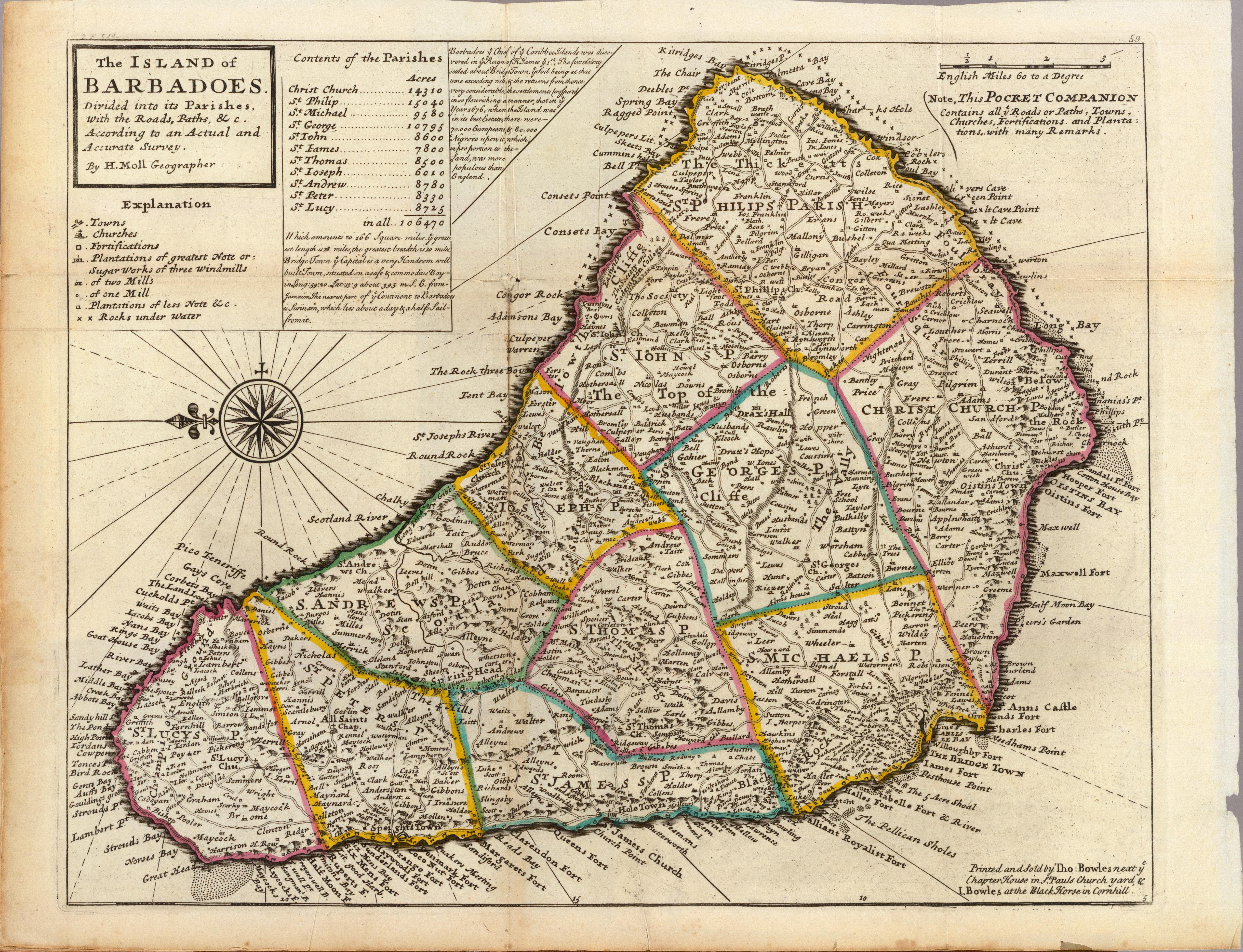
Carte de la Barbade en 1736.

En 1669, un autre militaire de la Barbade, l'irlandais William Stapleton, s'installe à Niévès et Montserrat, où il implante des plantations de sucre et devient gouverneur. 
Cette stratégie d'essaimage des maîtres de la Barbade permet d'alléger la pression démographique et immobilière dans l'île, où les planteurs qui restent agrandissent leur territoire et importent de la main d'œuvre noire à plus grande échelle avec la création en 1672 de la Compagnie royale d'Afrique par le Duc d'York et futur roi, Jacques II.

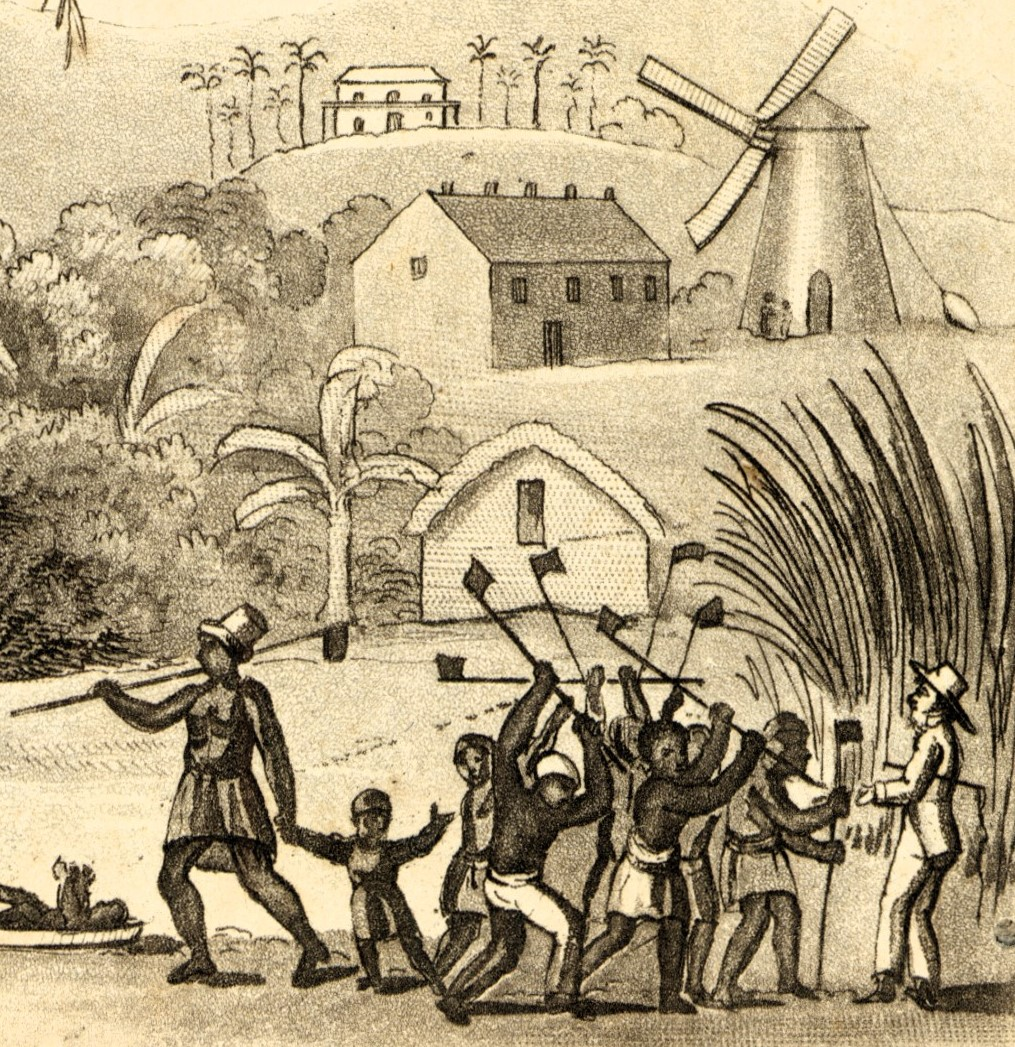
Esclaves africains travaillant dans une plantation sucrière à la Barbade, 1807-1808.

À partir de 1679, 61 % des esclaves de la Barbade travaillent dans des plantations de plus de 102 travailleurs et certaines en ont en plus de 300. 
La Barbade reste leader de l’industrie sucrière jusqu’en 1700, année où la Jamaïque, plus grande, prend la première place avant d'être à son tour dépassée par Saint-Domingue en 1720. 
Dès 1685, sur les 18 000 tonnes de sucre produites par les îles Britanniques, 10 000 viennent de la Barbade et 5 000 de Jamaïque.
La répartition de la population, à trois dates, permet d'apprécier l'évolution (en milliers) : 1655 (23 européens, 20 africains), 1660 (26 européens, 27 africains), 1996 (17 européens, 42 africains).

### Années 1800-1900: développement politique de l'île, abolition de l'esclavage
En 1819, une révolte d'esclaves éclate le jour de Pâques. La révolte est matée dans le sang, les têtes sont exposées sur des piquets. Néanmoins, la brutalité de la répression choque jusqu’en Angleterre et renforce le mouvement abolitionniste.

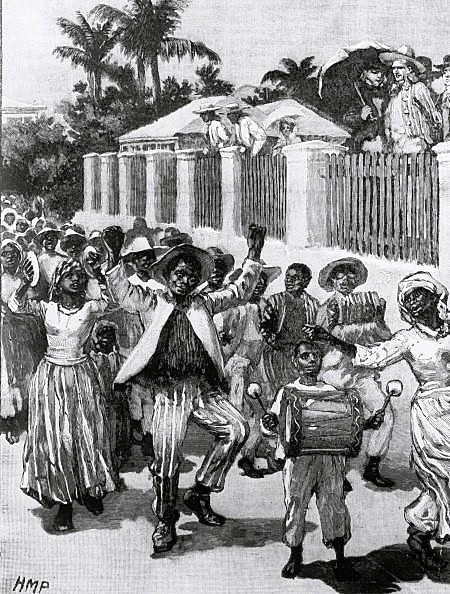
Esclaves de la Barbade défilant dans les rues pour célébrer leur émancipation, 1833.

À l’abolition de l’esclavage en 1838, la minorité constituée par les planteurs reste au pouvoir grâce à un cens élevé qui exclut 70 % de la population de la vie politique. En 1843, Samuel Jackman Prescod, dont la mère est métisse et le père blanc, parvient à se faire élire au Parlement de la Barbade. Il est le premier descendant d'Africains à acquérir ce statut.

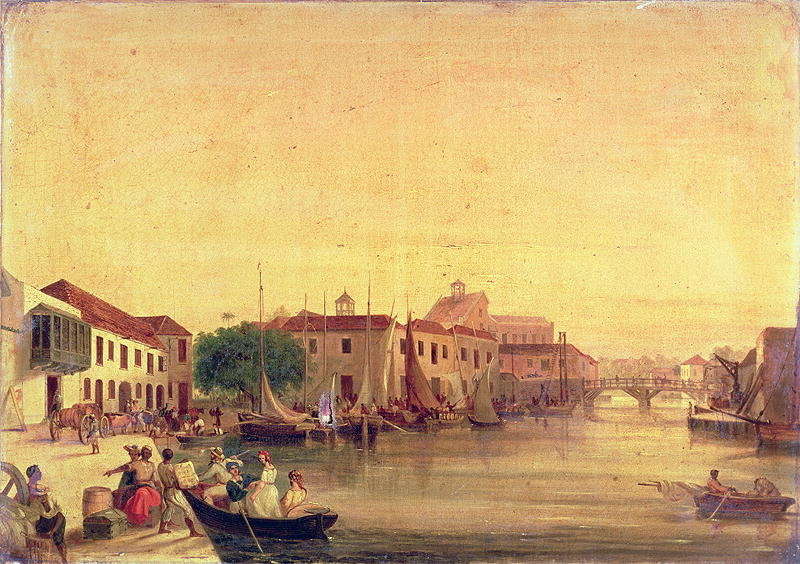
Bridgetown (1848).

De 1800 à 1885, la Barbade est le siège du gouvernement des colonies britanniques des Îles du Vent dont son gouverneur était également le chef colonial. Lorsque le gouvernement de la Barbade quitte officiellement l’Union des Îles du Vent en 1885, le siège est déplacé de Bridgetown à Saint-Georges, où il subsiste jusqu’à la dissolution de l’union.
Peu après, il fut question d’une union entre Tobago et un autre territoire en vue de constituer un seul État. La Barbade demanda officiellement au gouvernement britannique de considérer une union politique avec Tobago, mais c’est l’île de Trinité qui lui fut préférée.

### Années 1900-1960: de la «Petite Angleterre» à l'État souverain

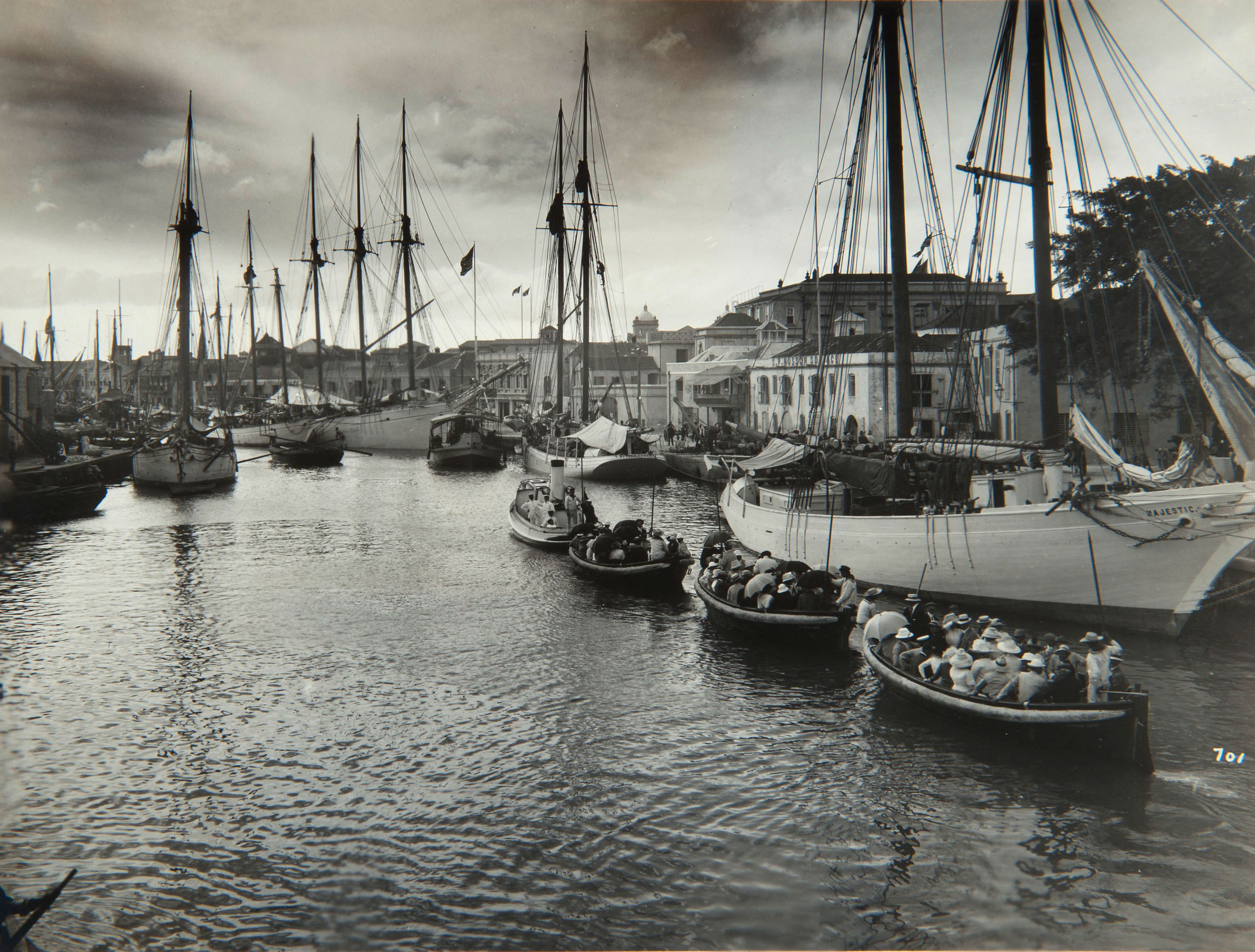
Bridgetown en 1914.

La Barbade connaît une explosion du tourisme au XXe siècle. La majorité des touristes qui affluent vers l'île étant Britanniques, la Barbade gagne le surnom de « Petite Angleterre » (Little England). Deux autres points de connexion avec sa métropole sont le cricket et le polo, deux sports typiquement britanniques et qui ont un grand nombre d'adeptes sur l'île, auxquels s'ajoutent les touristes qui les pratiquent ponctuellement.
Les années 1930 voient l’amorce d’un mouvement formé de descendants d’esclaves libérés et la formation de syndicats. L’un des dirigeants du mouvement, Sir Grantley Adams, fonde la Ligue progressiste de la Barbade, ancêtre du Parti travailliste de la Barbade, en 1938. La Grande Dépression avait mis un nombre important de travailleurs au chômage, et malgré sa loyauté envers la couronne britannique, Adams voulait davantage pour le peuple.
Le revenu minimal donnant accès au droit de vote fut abaissé en 1942, puis le suffrage universel fit son apparition en 1951. Adams fut élu Premier ministre en 1958.

La Barbade fut membre de la Fédération des Indes occidentales de 1958 à 1962, organisation qui devait faire long feu en raison de litiges nationalistes et d’un pouvoir législatif limité. Ses membres étaient encore tous des colonies britanniques, et malgré son titre de Premier ministre, Adams n’avait qu’une faible autonomie. Toujours attaché à la monarchie, il tenta de former d’autres entités fédérales, avec les Îles du Vent et les Îles Sous-le-Vent.

Le port de Bridgetown
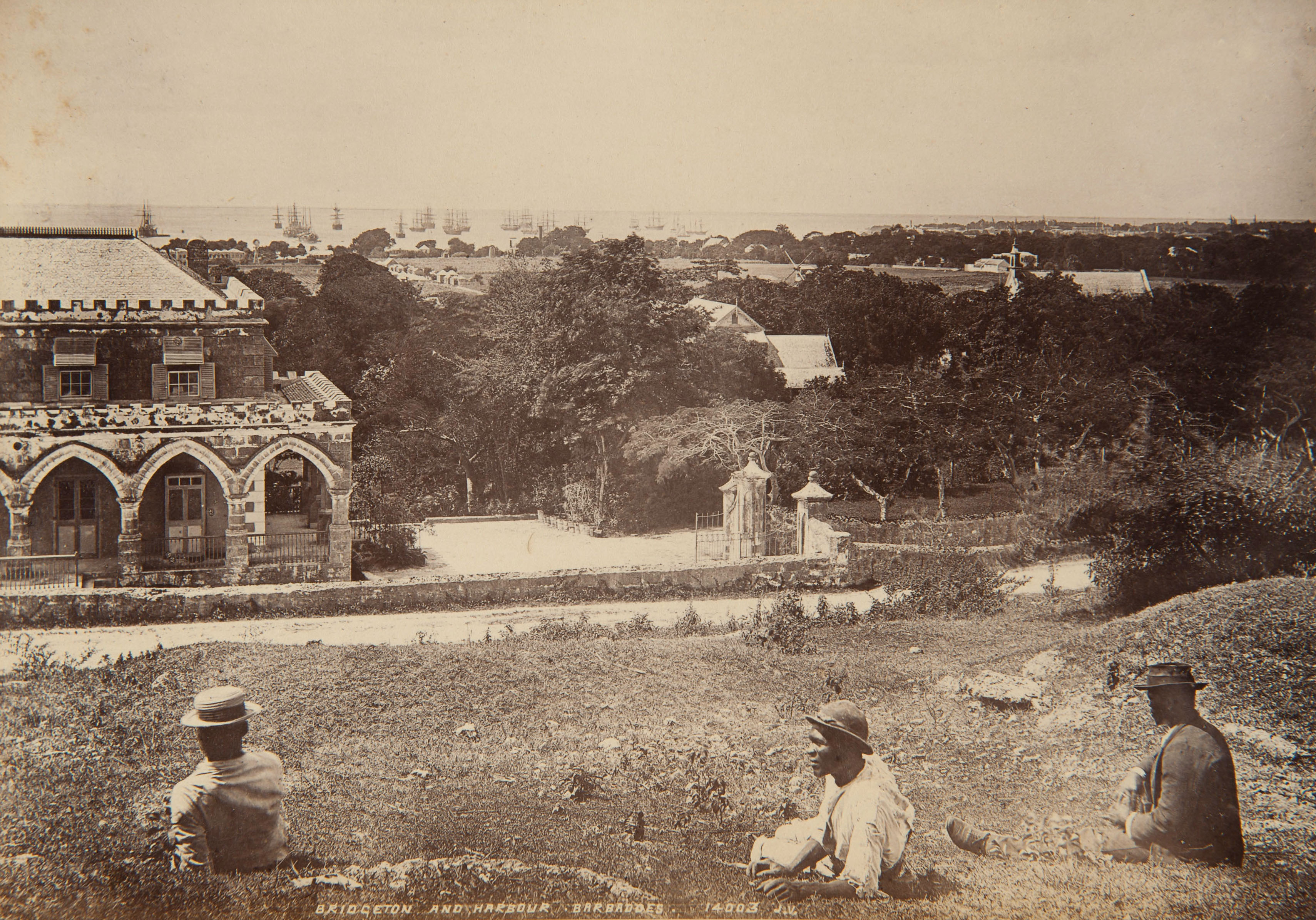
Vue sur le port (1900).
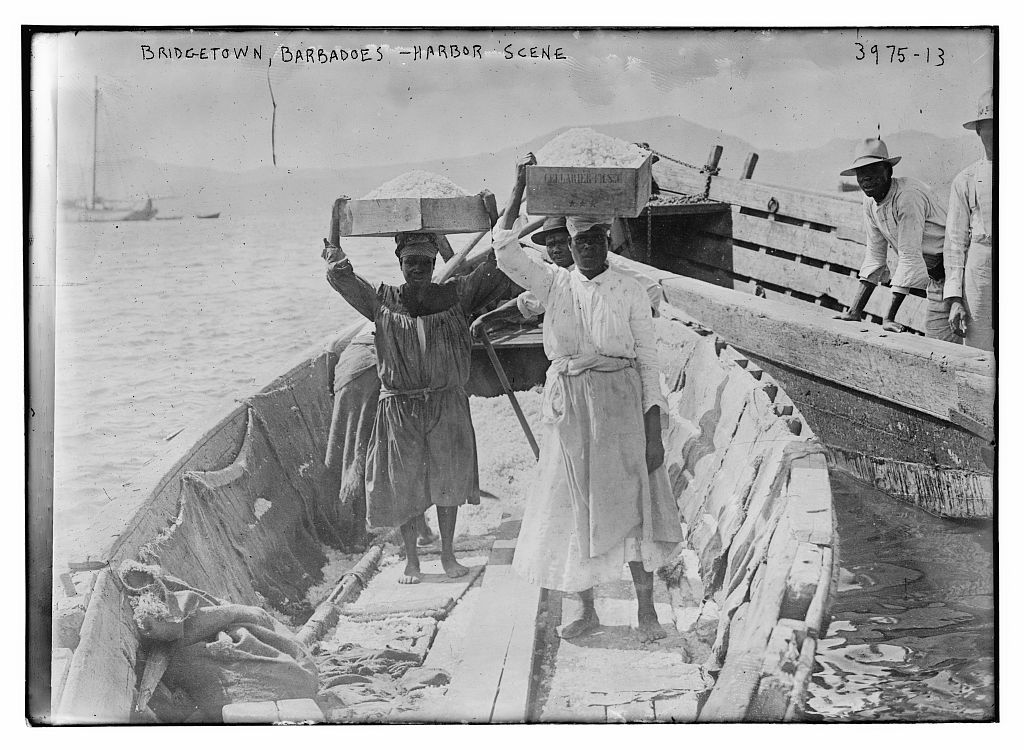
Porteuses (1915-1920).
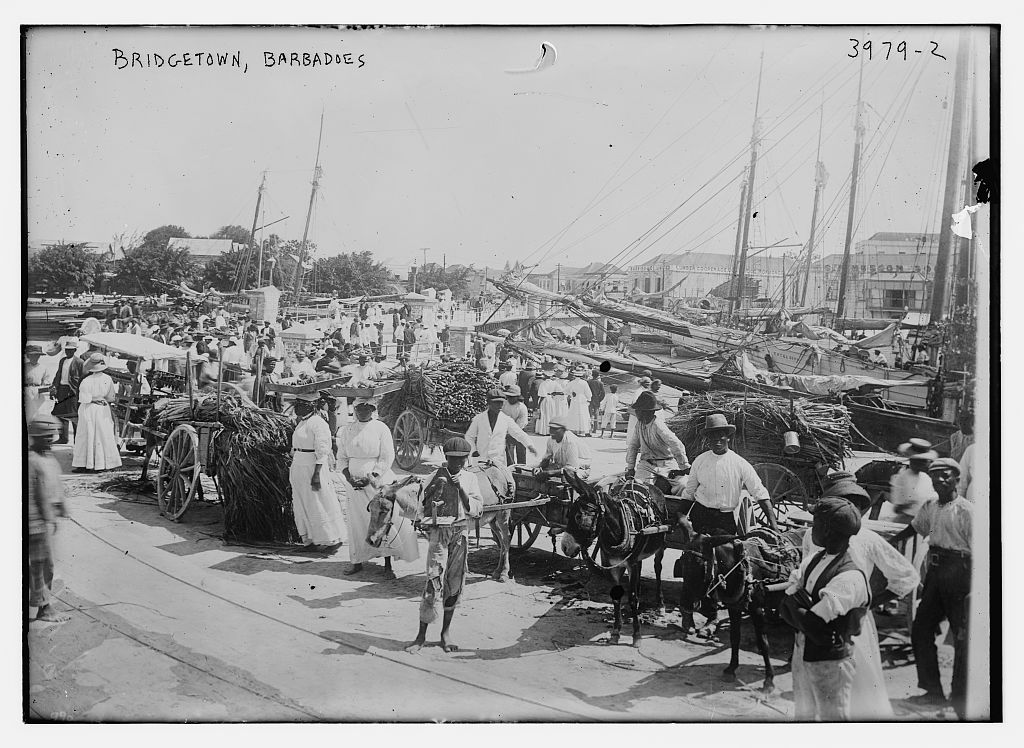
Scène de port (1915-1920).

## La Barbade indépendante (depuis 1966)

### Indépendance, monarchie constitutionnelle, démocratie parlementaire (1966)
Errol Walton Barrow succède à Grantley Adams en tant que porte-parole du peuple. À travers lui, se développe la volonté d’indépendance. Fervent réformateur et ancien membre du LPB, il quitte le parti pour fonder le Parti travailliste démocrate, alternative progressiste au gouvernement conservateur d’Adams. 
Il lui succède au poste de Premier ministre en 1961, et le PTD prend le contrôle du gouvernement, à l’origine d’importantes réformes sociales, en particulier l’introduction de la gratuité scolaire pour tous les Barbadiens.
Après plusieurs années d’autonomie croissante, la Barbade est en mesure de négocier son indépendance dans le cadre d’une conférence constitutionnelle avec la Grande-Bretagne en juin 1966. Le territoire devient officiellement un royaume indépendant membre du Commonwealth le 30 novembre de la même année, avec Errol Barrow comme Premier ministre. Sa Constitution, adoptée le 22 novembre, établit un régime politique qui est alors celui d'une monarchie constitutionnelle, avec la reine Élisabeth II comme chef de l'État.

### Abolition de la monarchie, instauration de la république (2021)
Le 16 septembre 2020, le gouverneur général, Dame Sandra Mason, annonce que le pays, tout en restant membre du Commonwealth, va abolir la monarchie et devenir une république le 30 novembre 2021, à l'occasion du 55e anniversaire de son indépendance, précisant qu'« il est temps de laisser le passé colonial derrière nous », lors d'un discours écrit par la Première ministre Mia Mottley. L'abolition de la monarchie barbadienne est formellement votée à l’unanimité par l'Assemblée le 29 septembre 2021.
Comme prévu, le 30 novembre suivant, la Barbade devient officiellement une république du Commonwealth. Sandra Mason, à la suite de son élection le 20 octobre 2021, devient la première présidente de la Barbade,,.

### Galerie de dirigeants récents

Chefs d'État
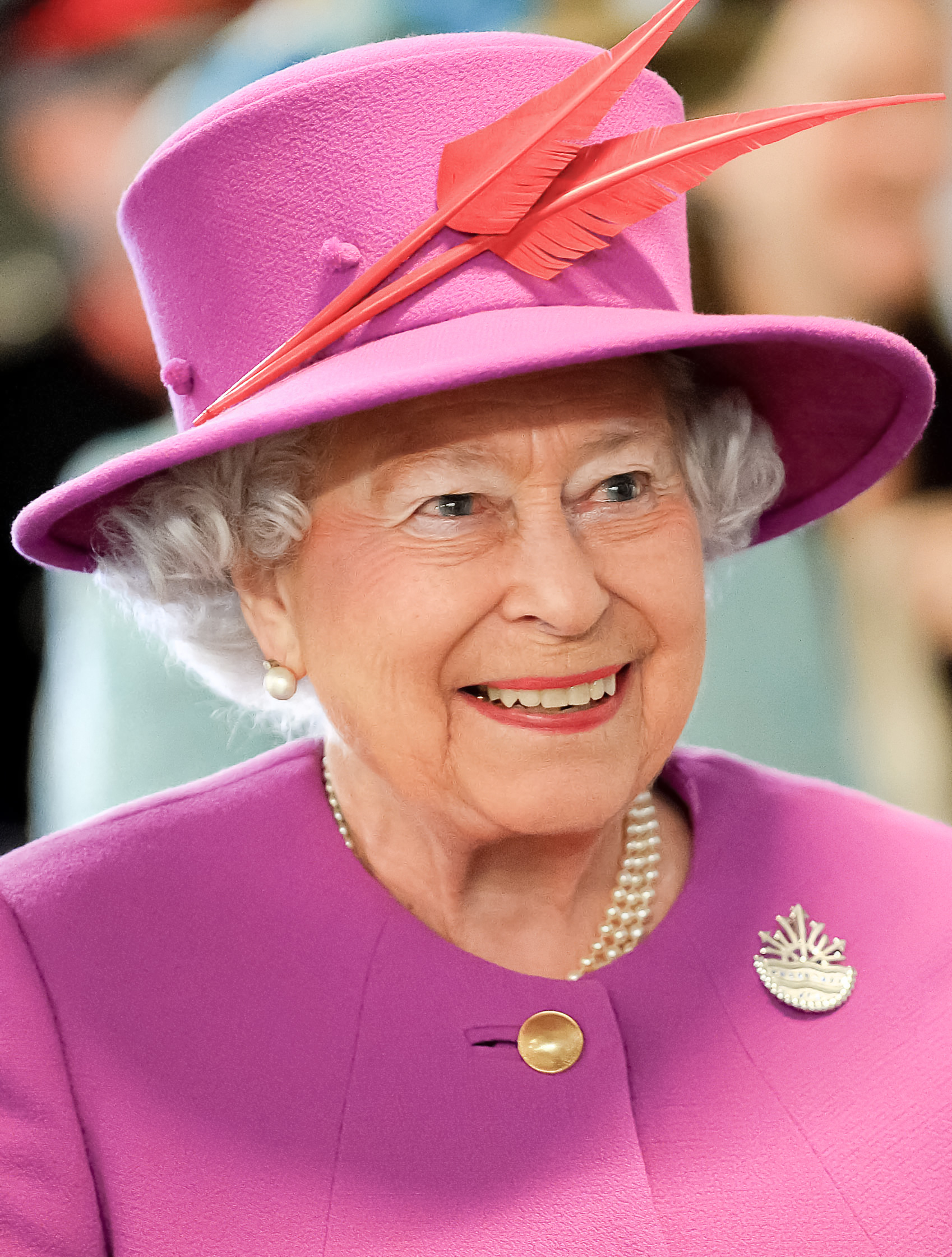
Élisabeth II, reine de la Barbade (1966-2021)
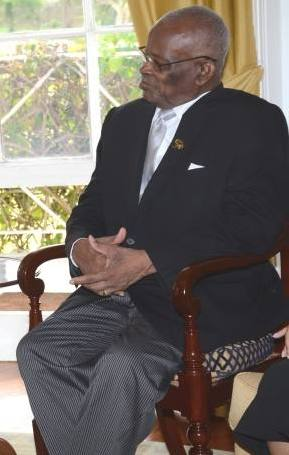
Elliott Belgrave, gouverneur général (2011-2017)
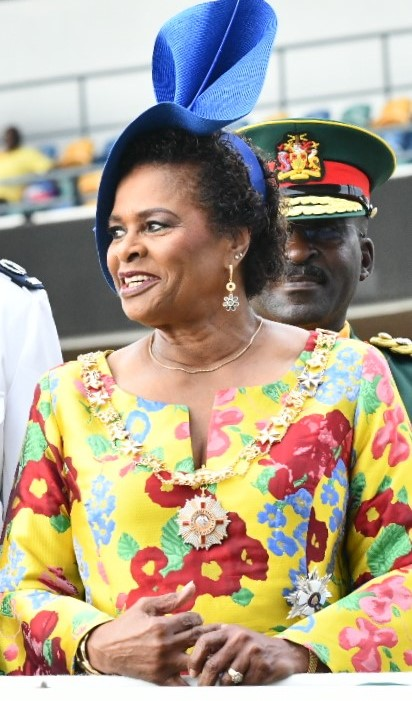
Sandra Mason, gouverneure générale (2018-2021) puis première présidente de la République (depuis 2021)

Premiers ministres
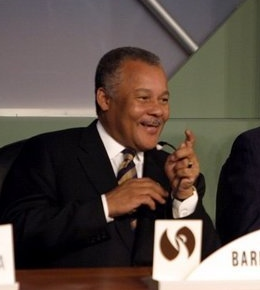
Owen Arthur, Premier ministre (1994-2008)
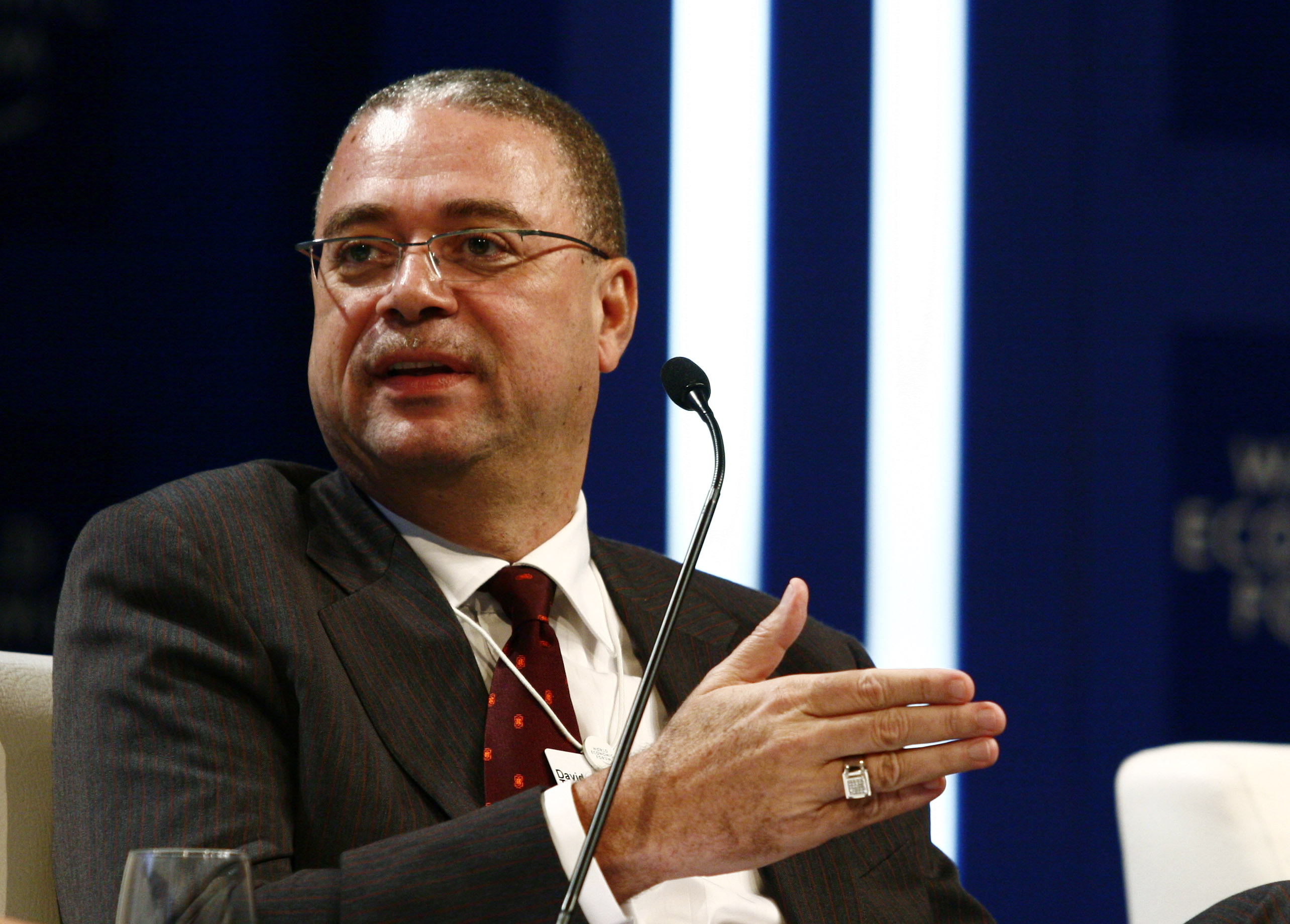
David Thompson, Premier ministre (2008-2010)
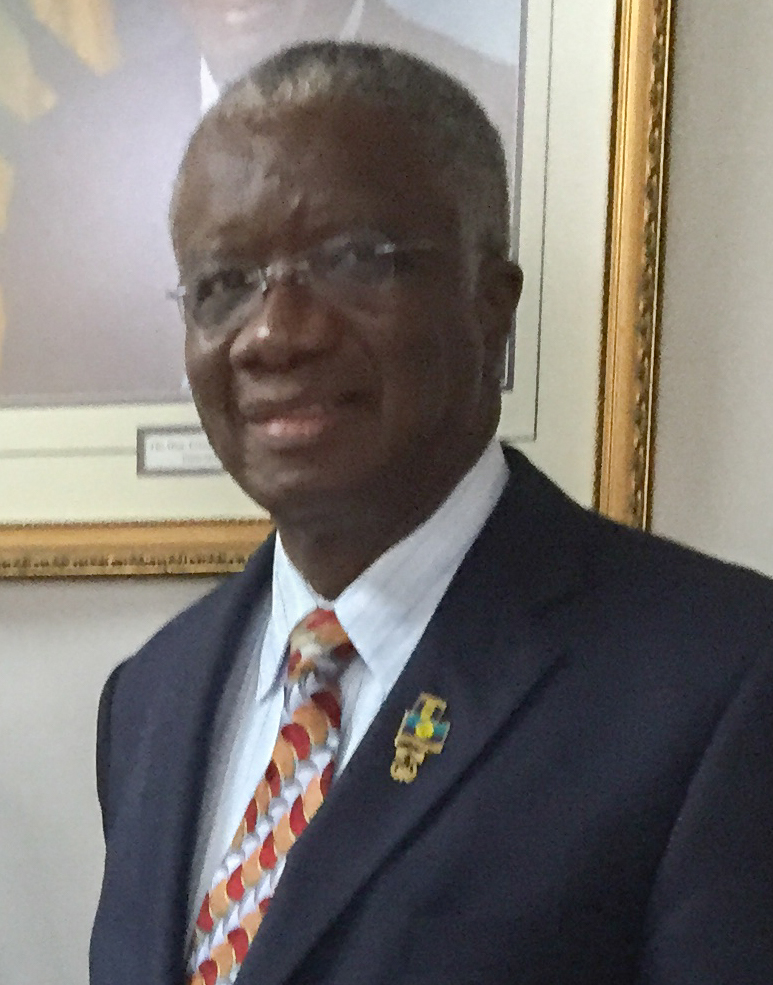
Freundel Stuart, Premier ministre (2010-2018)
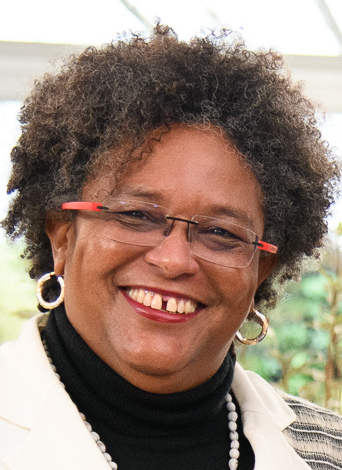
Mia Mottley, Première ministre (depuis 2018)